# Tamūteh
Tamūteh (persiska: تموته) är en ort i Iran.   Den ligger i provinsen Kurdistan, i den nordvästra delen av landet, 500 km väster om huvudstaden Teheran. Tamūteh ligger 1 623 meter över havet och antalet invånare är 277.
Terrängen runt Tamūteh är huvudsakligen kuperad. Tamūteh ligger nere i en dal. Runt Tamūteh är det ganska glesbefolkat, med 50 invånare per kvadratkilometer. Närmaste större samhälle är Markhoz, 15,7 km norr om Tamūteh. Trakten runt Tamūteh består i huvudsak av gräsmarker.